# Лобода, Владимир Викторович
Влади́мир Ви́кторович Лобода́ (6 июля 1943, Днепропетровск — 18 декабря 2023) — украинский художник-живописец, график, скульптор и поэт. Один из ярких представителей отечественного андеграунда конца 1960 — начала 1990-х годов.

## Биография
Родился 6 июля 1943 в Днепропетровске в семье Анны Квитки и художника-самоучки Виктора Лободы. В 1965—1968 годы учился на факультете живописи Киевского художественного института. В 1973 году окончил Днепропетровский инженерно-строительный институт, получив специальность архитектора. В 1971 году участвовал в «Дискуссионной выставке» (Днепропетровск), с тех пор находился под постоянным надзором властей.
Работал в Днепропетровске. В 1981 г. с семьей переехал во Львов. В конце 1980-х гг. в Днепре создал общество художников «Степь». В 1992 г. на хуторе в с. Турово на Днипровщине вместе с женой основал музей и летнюю мастерскую. С тех пор большую часть года проводил на хуторе, где создавал живописные, скульптурные, графические циклы, писал стихи, новеллы, эссе.

## Творчество
Ранний период творчества отмечен интенсивными поисками формы и пластического языка, где отчетливо видно восхищение украинским народным искусством, старыми культурами, модерновыми веяниями в мировом искусстве.
В Днепропетровске создал ряд монументальных объектов (витражи, скульптуры, росписи), которые были уничтожены в 1980—1990-е годы.
С конца 1970-х годов участвовал в совместных художественных выставках.
Персональные выставки:
- 1990 Львовская картинная галерея
- 1992 выставка гравюры «И день идёт, и ночь идёт …» (Музей Т. Шевченко, Канев; совместно с Л. Лободой и С. Лободой)
- 1994 галерея театра «NN» (Люблин)
- 1994 Музей-скансен народной культуры Холмщины (с. Голля)
- 1996 галерея «Оранжерея» (Радзынь-Подляский, Польша)
- 2001 «Гилея» (Московский центр искусств)
- 2002 «Со звездой путешествуя» (галерея «Риза», Сергиев Посад)
- 2016 выставка «Гилея. Декупаж, скульптура» (галерея «Дзига», Львов; совместно с Л. Лободой).
- 2016 «Творчество, вдохновленное жизнью» (галерея «НЮ АРТ»)[1]; издан каталог выставки[2].
- 2016 «Владимир Лобода. Творчество, вдохновленное жизнью. Часть 2. Скульптура, автопортрет» («Шоколадный домик», филиал Киевского национального музея русского искусства).

В 2007 году вышел каталог-альбом В. Лободы «Скульптура», а в 2008-м — альбом-каталог «декупаж» (совместно с Л. Лободой).
В 2009 году о творчестве супругов Людмилы и Владимира Лободы сняли фильм «Вдвоем» (режиссёр и оператор Павел Костомаров).
Произведения художника хранятся во Львовской галерее искусств им. Б. Возницкого, Воронежском областном музее им. И. Крамского, а также в музеях и частных собраниях Украины, Польши, США, Канады, Германии, Швейцарии, России.